# Iacopo d'Ardizzone

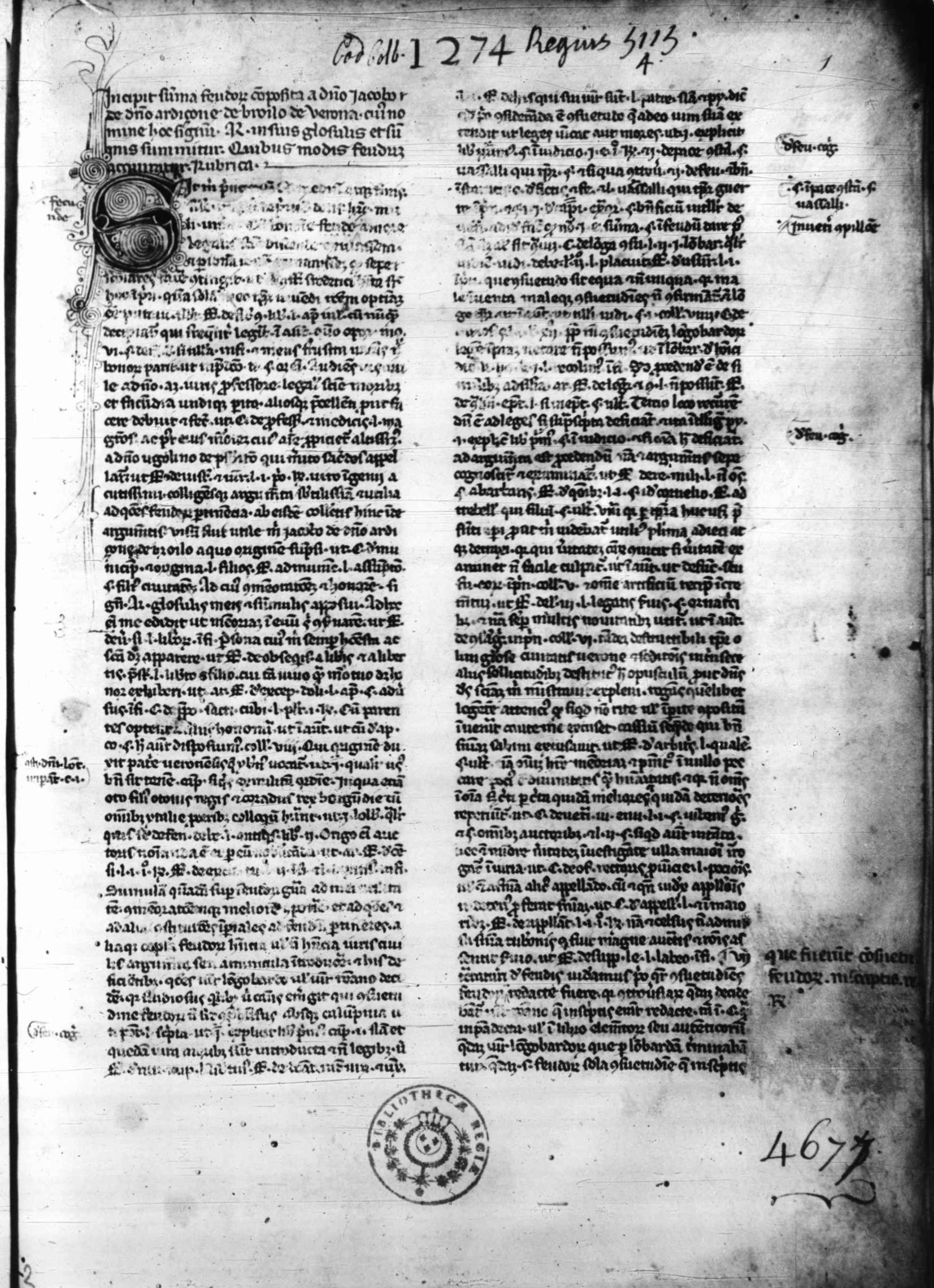
Summa feudorum, manoscritto, XIV secolo.

Iacopo di Ardizzone da Broilo, latinizzato come Jacobus de domino Ardizone de Broilo (Verona, fine del XII secolo – Verona, dopo il 1244), è stato un giurista italiano del XIII secolo.

## Biografia
Nacque tra la fine del XII secolo e i primi del XIII a Verona, figlio di Ardizzone, un banchiere.
Iacopo, forse in esilio a causa della salita al potere nella città scaligera di Ezzelino II da Romano nel 1225-1226 o forse solo per amore dello studio, si trasferì a Bologna. Presso l'università bolognese Iacopo seguì le lezioni di diritto di Azzone da Bologna e in seguito di Ugolino de' Presbiteri. Terminati gli studi rientrò a Verona, dove era sicuramente fra il 1242 e il 1244, esercitando la professione di magistrato e consulente.
Non è noto dove egli abbia insegnato, se a Padova o Bologna. Si interessò di diritto romano ma soprattutto di diritto feudale, argomento al quale dedicò la sua opera più nota, la Summa feudorum, la cui stesura risalirebbe al periodo bolognese, pubblicata in quattro parti e ristampata più volte a partire almeno dal 1518.
Morì dopo l'ottobre del 1244.

## Opere

### Manoscritti
- Summa feudorum, XIV secolo, Paris, Bibliothèque Nationale de France, Fonds latin, Lat. 4677.
  -  Summa feudorum, XIV secolo, Paris, Bibliothèque Nationale de France, Fonds latin, Lat. 16008,  ff. 1-65.